# Équipe d'Otago de cricket
L'équipe d'Otago de cricket, surnommée les Volts depuis la saison 1997-1998, est une équipe néo-zélandaise de first-class cricket fondée en 1876 et représentant les régions d'Otago et de Southland. L'équipe est basée à Dunedin et joue principalement à l'University Oval.